# Акишево (Калузька область)
Акишево (рос. Акишево) — присілок в Дзержинському районі Калузької області Російської Федерації.
Населення становить 13 осіб. Входить до складу муніципального утворення Присілок Карцово.

## Історія
Від 2004 року входить до складу муніципального утворення Присілок Карцово.

## Населення
| 2002 | 2010 |
| ---- | ---- |
| 15   | ↘13  |